# Xã Cut Off, Quận Miller, Arkansas
Xã Cut Off (tiếng Anh: Cut Off Township) là một xã thuộc quận Miller, tiểu bang Arkansas, Hoa Kỳ. Năm 2010, dân số của xã này là 78 người.